# Chazey-Bons
Chazey-Bons är en kommun i departementet Ain i regionen Auvergne-Rhône-Alpes i östra Frankrike. Kommunen ligger  i kantonen Belley som ligger i arrondissementet Belley. Kommunens areal är 15,44 km². År 2022 hade Chazey-Bons 1 165 invånare.

## Befolkningsutveckling
Antalet invånare i kommunen Chazey-Bons
Referens: INSEE